# Street Fighter III: 2nd Impact - Giant Attack
Street Fighter III: 2nd Impact - Giant Attack (ストリートファイターIII 2nd IMPACT -GIANT ATTACK) est un jeu vidéo de combat en un contre un, développé et édité par Capcom sur système d'arcade CP System III, et publié le 30 septembre 1997,.
L'expression Giant Attack correspond à la taille très importante des deux nouveaux personnages, Hugo et Urien.

## Système de jeu
Street Fighter III: 2d Impact - Giant Attack reprend les bases posées par Street Fighter III: New Generation. Yun et Yang du premier jeu sont devenus deux personnages différents jouables, Yang a reçu une nouvelle palette de mouvements disposant de coups spéciaux et des supers qui le distinguent de Yun. Akuma revient en tant que personnage caché et le jeu ajoute notamment une version plus rapide du personnage contrôlée par l'ordinateur, nommée Shin Akuma apparaissant dans le mode solo.
Au niveau du système de jeu, Street Fighter III: 2nd Impact propose de nouveaux coups, intitulés « EX ». Les coups EX sont un dérivé des coups spéciaux normaux, ils consomment un peu de barre de Super mais octroient aux joueurs la possibilité d’exécuter plus de coups en contrepartie. Le hadouken de Ryu réalisé en EX sera projeté plus rapidement et son attaque touchera deux fois au lieu d'une. Tous les personnages du casting possèdent des coups EX, à l'exception d'Akuma.

## Liste des personnages
- Ryu
- Ken Masters
- Hugo Andore
- Alex
- Sean Matsuda
- Yun
- Yang
- Necro
- Elena
- Ibuki
- Dudley
- Oro
- Akuma
- Urien
- Gill(console)

## Voix
- Ryu, Yun : Wataru Takagi
- Ken, Yang : Koji Tobe
- Sean : Isshin Chiba
- Ibuki : Yuri Amano
- Elena : Kaoru Fujino
- Oro : Kan Tokumaru
- Urien : Yuji Ueda
- Akuma : Tomomichi Nishimura
- Alex, Necro : Michael X. Sommers
- Dudley, Gill : Bruce Robertson
- Hugo : Len Carlson

## Portages
- Dreamcast : 1999, dans la compilation Street Fighter III W Impact (au Japon) et en 2000, dans la compilation Street Fighter III: Double Impact (USA).
- Nintendo Switch, PlayStation 4 et Xbox One : 2018, dans la compilation Street Fighter 30th Anniversary Collection